# Proteaza
Proteaza (peptidaza, proteinaza) je enzim koji izvodi proteolizu. Proteaza započinje proteinski katabolizam hidrolizom peptidnih veza koje povezuju aminokiseline u polipeptidne lance od kojih je formiran protein.

## Klasifikacija

### Standard
Proteaze se dele u šest grupa:
- Serinske proteaze
- Treoninske proteaze
- Cisteinske proteaze
- Aspartatne proteaze
- Metaloproteaze
- Glutamatne proteaze

Treoninske i glutamatne proteaze nisu bile poznate do 1995 i 2004, respektivno. Mehanizam raskidanja peptidne veze obuhvata korak u kome nukleofil napada peptidnu vezu. Nukleofil je bilo aminokiselina peptidaze (cistein, serin, treonin) ili molekul vode kod aspartat-, metalo- i glutamatne proteaze. Jedan način formiranja nukleofila je putem katalitičke trijade, gde se histidinski ostatak koristi za aktivaciju serina, cisteina, ili treonina.

## Literatura
- Barrett A.J., Rawlings ND, Woessner JF. The Handbook of Proteolytic Enzymes, 2nd ed. Academic Press, 2003.  0-12-079610-4.
- Hedstrom L. „Serine Protease Mechanism and Specificity.”. Chem Rev. 2002 (102): 4501—4523..
- Southan C. „A genomic perspective on human proteases as drug targets.”. Drug Discov Today. 2001 (6): 681—688..
- Hooper NM. (2002). Proteases in Biology and Medicine. London: Portland Press. ISBN 1-85578-147-6.
- Puente XS, Sanchez LM, Overall CM, Lopez-Otin C. „Human and Mouse Proteases: a Comparative Genomic Approach.”. Nat Rev Genet. 2003 (4): 544—558..
- Ross J, Jiang H, Kanost MR, Wang Y. „Serine proteases and their homologs in the Drosophila melanogaster genome: an initial analysis of sequence conservation and phylogenetic relationships.”. Gene. 2003 (304): 117—31..
- Puente XS, Lopez-Otin C. „A Genomic Analysis of Rat Proteases and Protease Inhibitors.”. Genome Biol. 2004 (14): 609—622..
- Lucía Feijoo-Siota, Tomás G. Villa Native and Biotechnologically Engineered Plant Proteases with Industrial Applications. Food and Bioprocess Technology 2010.

}-* Nicholas C. Price; Lewis Stevens (1999). Fundamentals of Enzymology: The Cell and Molecular Biology of Catalytic Proteins (Third изд.). USA: Oxford University Press. ISBN 019850229X.
- Eric J. Toone (2006). Advances in Enzymology and Related Areas of Molecular Biology, Protein Evolution (Volume 75 изд.). Wiley-Interscience. ISBN 0471205036.
- Branden C; Tooze J. Introduction to Protein Structure. New York, NY: Garland Publishing. ISBN 0-8153-2305-0.
- Irwin H. Segel. Enzyme Kinetics: Behavior and Analysis of Rapid Equilibrium and Steady-State Enzyme Systems (Book 44 изд.). Wiley Classics Library. ISBN 0471303097.

## Spoljašnje veze
- Međunarodno udruženje za proteolizu
- Baza podataka peptidaza Архивирано на веб-сајту  (14. новембар 2006)